# حیدرآباد (سبزوار)
حیدرآباد، روستایی از توابع بخش مرکزی شهرستان سبزوار در استان خراسان رضوی ایران است.

## جمعیت
این روستا در دهستان قصبه شرقی قرار دارد و براساس سرشماری مرکز آمار ایران در سال ۱۳۸۵، جمعیت آن زیر سه خانوار بوده‌است.